# Associazione Calcio Pro Vasto 1970-1971
Questa pagina raccoglie le informazioni riguardanti l'Associazione Calcio Pro Vasto nelle competizioni ufficiali della stagione 1970-1971.

## Rosa
| N. |                   | Ruolo | Calciatore           |
| -- | ----------------- | ----- | -------------------- |
|    | Italia (bandiera) | C     | Giovanni Cioncolini  |
|    | Italia (bandiera) | C     | Mario Davide         |
|    | Italia (bandiera) | D     | Vincenzo De Filippis |
|    | Italia (bandiera) | A     | Michele De Foglio    |
|    | Italia (bandiera) | C     | Rosario De Matteis   |
|    | Italia (bandiera) | P     | Arnaldo Di Mascio    |
|    | Italia (bandiera) | A     | Giovanni Di Paolo    |
|    | Italia (bandiera) | A     | Roberto Fanani       |
|    | Italia (bandiera) | C     | Saverio Fera         |
|    | Italia (bandiera) | P     | Primo Germano        |
|    | Italia (bandiera) | D     | Vincenzo Juso        |

| N. |                   | Ruolo | Calciatore         |
| -- | ----------------- | ----- | ------------------ |
|    | Italia (bandiera) | A     | Antonio Lo Vecchio |
|    | Italia (bandiera) | D     | Mario Majo         |
|    | Italia (bandiera) | D     | Vincenzo Mileno    |
|    | Italia (bandiera) | D     | Roberto Parlanti   |
|    | Italia (bandiera) |       | Pezzotti           |
|    | Italia (bandiera) | C     | Filippo Pomponio   |
|    | Italia (bandiera) |       | Raimondi           |
|    | Italia (bandiera) | C     | Giuseppe Romoli    |
|    | Italia (bandiera) | D     | Bruno Taverna      |
|    | Italia (bandiera) | D     | Angelo Trozzi      |